# از صفر تا صد
از صفر تا صد (انگلیسی: From Soup to Nuts) یک فیلم کوتاه کمدی آمریکایی است که در سال ۱۹۲۸ منتشر شد.

## بازیگران
- استن لورل
- اولیور هاردی
- دورتی کابرن
- آنیتا گاروین
- سام لافکین
- ادنا ماریون
- تاینی سندفورد
- الینور وندرویر
- جین مورگان